# Svatý Petr (Libuň)
Svatý Petr je malá osada, část obce Libuň v okrese Jičín. Nachází se asi 1,2 km severovýchodně od Libuně.
Svatý Petr leží v katastrálním území Libuň o výměře 10,53 km2..

## Galerie

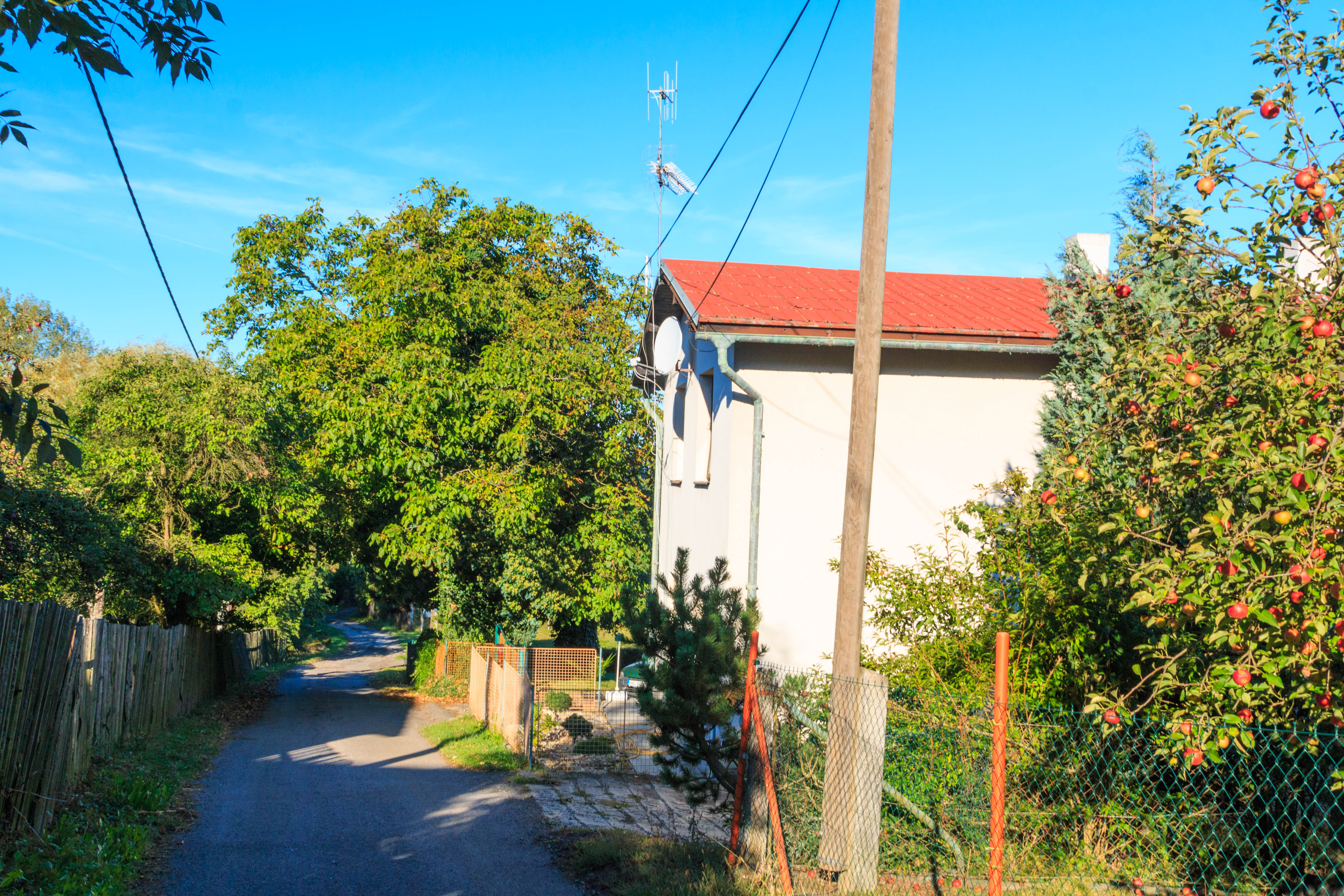
Svatý Petr u Libuně – čp. 73
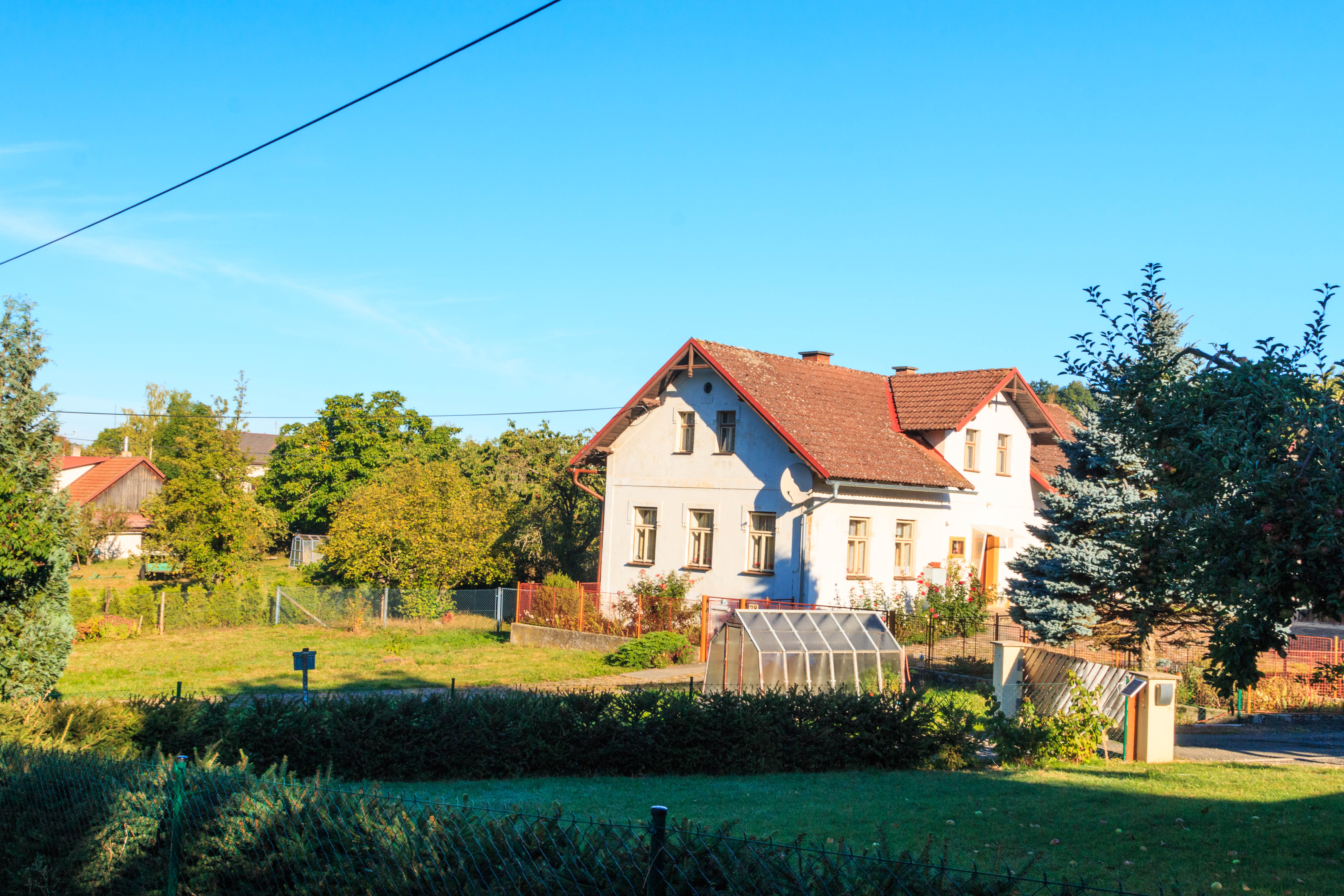
Svatý Petr u Libuně – čp. 39
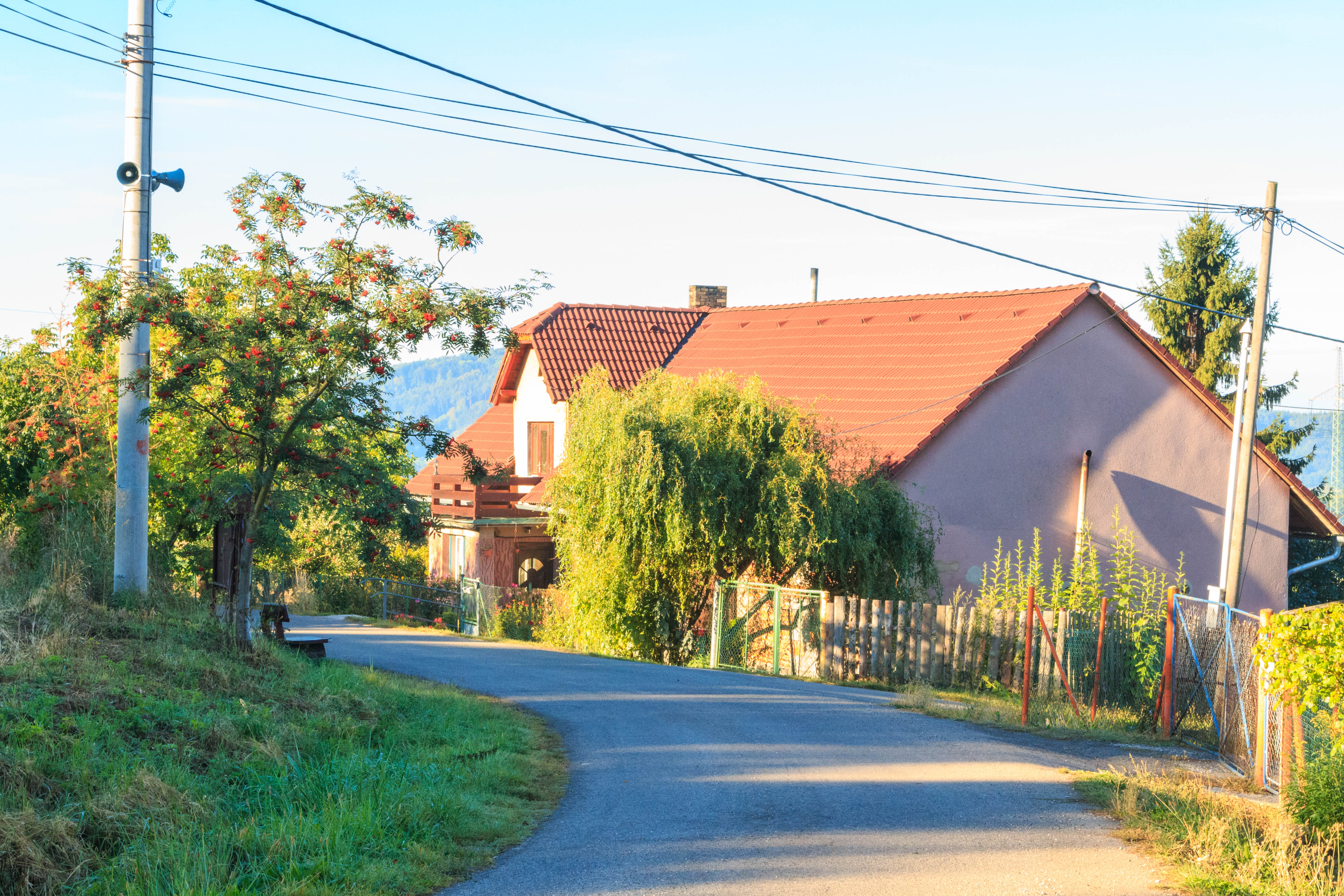
Svatý Petr u Libuně – čp. 79
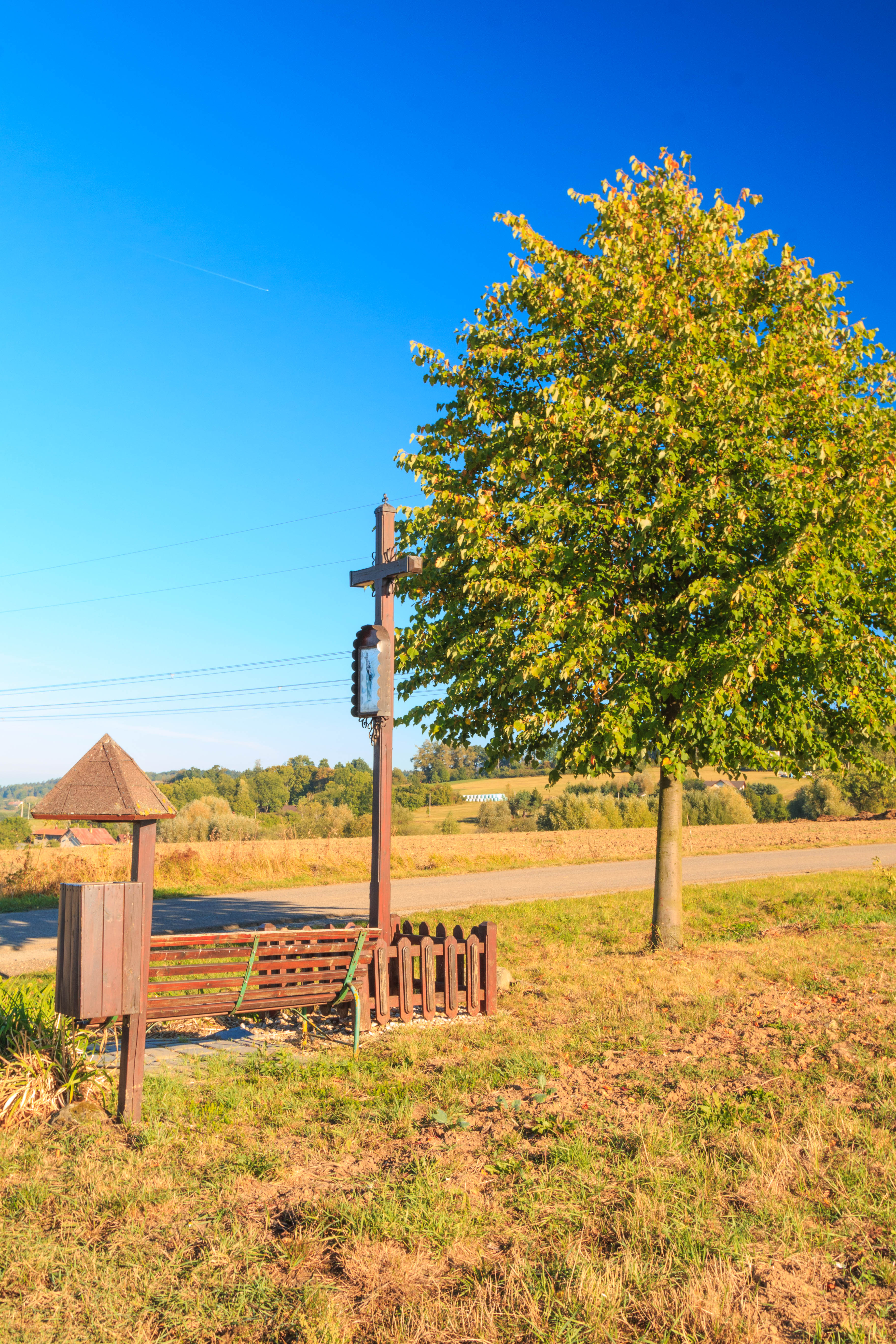
Křížek u silnice z Libuně do Svatého Petra